# アッカ・ネットワークス
株式会社アッカ・ネットワークス (ACCA Networks) はかつて存在した日本の電気通信事業者。最末期はイー・アクセスの子会社であった。
ADSLなどのデジタル加入者線や光ファイバー回線などの提供をおもな業務とした。ADSLモデムからバックボーンまで扱うフルATM (Asynchronous Transfer Mode) ネットワークで、法人向けの高額な専用線の代替となるセキュリティ、回線品質、QoSを実現した。
2009年6月29日にイー・アクセスが吸収合併した。

## 略史

### 創業
東京都や政令指定都市周辺地区を対象に、特定のインターネット・サービス・プロバイダと提携し、ADSLまたはUCOM光ファイバー回線とプロバイダ契約を一括提供した。
2000年11月に、モニターを募集してADSLサービスの無料提供を開始した。下り最大通信速度は2001年に8Mbps、2002年に12Mbps、2004年に50Mbpsと高速化した。2005年にJASDAQへ上場した。
2001年末から2002年初頭に、回線環境が良好でない場合や特定モデム使用の場合に通信不調が発生した。2004年に顧客の個人情報が流出した。

### WiMAX事業構想
2006年にWiMAX規格の通信技術を用いる無線通信を実験するなど、固定回線通信から無線通信へ事業展開を模索した。2007年10月11日にNTTドコモと設立した合弁会社アッカ・ワイヤレスは、下り最大40Mbps上り最大5Mbpsの通信速度を予定するモバイルWiMAXサービスを2009年3月サービス開始を目指し、2.5GHz帯免許申請したが落選した。

### イー・アクセスが株式取得
2008年1月15日にイー・アクセスが提出した株券など大量保有報告書により、イー・アクセスが発行済み株式の12.69%を取得し、NTTコミュニケーションズを抜いて筆頭株主となったことが発表される。1月16日にイー・アクセスは経営の抜本的改革のため、3月28日株主総会の議案としてアッカ現経営陣の退任とイー・アクセスから取締役の選任を提案する。
2月21日に、木村正治社長が健康を理由に3月28日株主総会で任期満了を持って辞任することが発表された。3月17日に木村社長が急遽一身上の都合を理由に退任した。イー・アクセスは経営陣退任提案を取り下げたが、引き続き筆頭株主として経営を見守る方針を表明した。

### イー・アクセスと提携、合併
7月31日にイー・アクセスと資本・業務提携を締結する。イー・アクセスはアッカの第三者割当増資を引き受けて株式45.1%を取得し、子会社とする。10月29日にイー・アクセスは、アッカの賛同を受けて10月30日から11月28日に友好的株式公開買い付けすると発表する。
2009年6月25日にイー・アクセスはアッカを吸収合併し、合併後アッカのサービスサポートは継続する。
のちにイー・アクセスはソフトバンクモバイルに吸収合併され、2016年度に旧アッカ・ネットワークスのDSLサービスおよび法人光アクセスサービスを終了した。

## 沿革
- 2000年
  - 3月15日 - 5人の共同設立者により会社設立
  - 4月 - 一般第二種電気通信事業者届出を完了
  - 8月10日 - NTTコミュニケーションズ、コバッド・コミュニケーションズ、イグナイト・ジャパンと資本出資を含む戦略的事業提携に合意
- 2001年
  - 1月29日 - ADSL事業を開始
  - 9月 - G.dmt AnnexC方式による8Mサービスを開始
- 2002年
  - 7月24日 - G.dmt AnnexCの拡張技術により8Mサービスの下り速度を10M化、国内初の10Mサービスを開始
  - 10月3日 - G.dmt AnnexC.xによる下り12Mサービスを開始
- 2003年
  - G.992.1 AnnexI方式による下り26Mサービスを開始
- 2004年
  - 2月 - Quad Spectrum技術による下り40Mサービスを開始
  - 3月25日 - 顧客情報201人分の外部流出を発表、8月26日に33万9177人分の外部流出を発表 ）
- 2005年3月4日 - ジャスダックに株式を上場
- 2006年
  - 6月 - 横須賀リサーチパーク(YRP)でモバイルWiMAXの実証実験を開始
  - 12月 - パシフィコ横浜、横浜スカイビル、桜木町ぴおシティを中心に、横浜市都心部でのモバイルWiMAX実証実験を開始
- 2007年
  - 1月30日 動画コミュニティサービスzoome（ズーミー）を開始
  - 7月 - モバイルWiMAXを使った無線ブロードバンドサービス事業の開始を視野に、事業企画会社「アッカ・ワイヤレス」設立
  - 12月21日 - 筆頭株主がNTTコミュニケーションズからイー・アクセスとなる
- 2008年
  - 3月7日 - 三井物産保有の全株式を自己株式として取得
  - 6月2日 - 動画共有サイトzoomeを分社
  - 7月31日 - イー・アクセスと資本・業務提携
  - 8月15日 - イー・アクセスに第三者割当増資を実施して子会社となる
  - 10月30日 - 11月28日までイー・アクセスが、株式公開買い付けを実施
  - 10月31日 - zoome全株式をITmediaへ譲渡
- 2009年
  - 1月19日 - アッカ・ワイヤレスの株式をイグナイト・グループ傘下AGSアドバイザリーへ譲渡、アッカ・ワイヤレスからワイヤ・アンド・ワイヤレスへ社名変更
  - 2月1日 - アッカ・ソリューションズを吸収合併
  - 6月25日 - イー・アクセスがアッカを吸収合併
- 2015年
  - 4月1日 - ソフトバンクモバイルがワイモバイル（旧イー・アクセス）を吸収合併。
- 2017年
  - 3月31日 - （旧）アッカ・ネットワークスのDSLサービス、法人光アクセスサービス終了[4][5]

## 回線提供先サービスプロバイダー
個人向けISP
- ASAHIネット
- BIGLOBE
- DION
- DTI
- ドリームネット
- FreeBit
- hi-ho
- isao.net
- ネットラピュタ
- @nifty
- まねきねこ
- OCN
- So-net
- SANNET
- TikiTikiインターネット
- UCOM
- WAKWAK
- WILLCOM

法人向け
- NTTコミュニケーションズ
  - OCN（固定IPインターネット接続）
  - セキュアOCN
  - Group-VPN
  - Arcstar IP-VPN
  - e-VLAN
  - Etherアークストリーム
  - HOTSPOT
  - VoDSL（Arcstarダイレクト）
- KDDI
  - 固定IPインターネット接続
  - ANDROMEGA (KDDI IP-VPN)
  - KDDI Ether-VPN
- 日本テレコム
  - SOLTERIA (IP-VPN)
  - Wide-Ether
  - ODN法人向けインターネット接続
- NTT-ME
  - XePhion (IP-VPN)
- Sony
  - bit-drive（固定IPインターネット接続）
- NTT-PCコミュニケーションズ
  - CUNets (IP-VPN)
- パワードコム
  - Powered Ethernet
- Kオプティコム
- VIC東海
- 丸紅
  - ヴェクタント
- FUSIONコミュニケーションズ
- IIJ
- MIND（三菱電機インフォメーションネットワーク）
- 大塚商会

## 出資者
- イー・アクセス
- NTTコミュニケーションズ
- IT2000投資事業有限責任組合（イグナイトジャパン）
- コバッド・コミュニケーションズ（アメリカ）